# 瓦西莱·诺韦亚努
瓦西莱·诺韦亚努（Vasile Noveanu，1904–1992）是罗马尼亚铁卫团成员之一。
他是铁卫创始人科尔内留·泽莱亚·科德雷亚努的童年朋友，并参与了1922年的反犹学生骚乱。之后，他成为阿拉德组织的领导人。为了拯救铁卫，他试图在卡罗尔二世国王下令暗杀科德雷阿努后，将被镇压的运动与独裁的卡罗尔二世国王和解。到1940年初，他已成为铁卫的国内领导人（另一个派系在霍里亚·西马的领导下逃往柏林）。当时，国王决定与铁卫和解，并命令他的部长米哈伊·赫尔梅根和厄内斯特·乌尔达雷亚努安排诺韦亚努与一批被释放的铁卫囚犯会面。包括诺韦亚努在内，运动中最重要的国内成员接受了国王的提议，并签署了一封公开信，承诺效忠国王。
1940年4月26日，卡罗尔国王发布了对铁卫的特赦令，7月4日，伊翁·吉古尔图内阁宣誓就职，铁卫成员中有三人，包括诺韦亚努担任公共财产清单部长。他与同僚拉杜·布迪斯蒂亚努和奥古斯丁·比德亚努共同组成了铁卫的“卡尔列斯特集团”。他一直担任此职务直到9月4日，当时内阁垮台。两天后，希马将他从铁卫领导层中移除。1945年3月到9月，在罗马尼亚共产党主导的政府上台后，他被逮捕。获释后，他成为了锡古兰察（罗马尼亚秘密警察）的线人。与亚历山德鲁·康斯坦特、佩特雷·潘纳伊图斯库和利维乌·斯坦一起，他是几名与当局合作的前铁卫成员之一，旨在减少与他们团体的政治紧张关系。在共产主义政权下，他一直受到安全局的监视，并于1964年被逮捕。被判处四年半的监禁后，他在1969年1月获释。根据一些资料，他在1964年之前也曾被监禁，且据说曾在阿尤德监狱、铅矿以及巴雷甘平原的强制居住地待过。